# Zelvenskaje Vadaschovisjtja
Zelvenskaje Vadaschovisjtja (vitryska: Зэльвенскае Вадасховішча, ryska: Zel’venskoye Vodokhranilishche) är en reservoar i Belarus. Den ligger i voblasten Hrodna voblast, i den västra delen av landet, 200 km väster om huvudstaden Minsk. Zelvenskaje Vadaschovisjtja ligger 124 meter över havet. Arean är 9,1 kvadratkilometer. Den sträcker sig 7,4 kilometer i nord-sydlig riktning, och 5,2 kilometer i öst-västlig riktning.
Följande samhällen ligger vid Zelvenskaje Vadaschovisjtja:
- Zelva (7 000 invånare)